# Mark Madsen (lutador)
Mark Madsen (Nykøbing Falster, 23 de setembro de 1984) é um lutador de estilo greco-romana dinamarquês, medalhista olímpico e lutador de artes marciais mistas. Atualmente compete na categoria peso leve do UFC.

## Carreira Olímpica
Madsen competiu nas olimpíadas Rio 2016, na qual conquistou a medalha de prata, na categoria até 75 kg.

## Carreira no MMA

### Ultimate Fighting Championship
Madsen fez sua estreia no UFC em 28 de Setembro de 2019 contra Danilo Belluardo no UFC Fight Night: Hermansson vs. Cannonier. Ele venceu por nocaute técnico no primeiro round.
Madsen voltou ao octógono contra Austin Hubbard em 7 de março de 2020 no UFC 248: Adesanya vs. Romero. Ele venceu por decisão unânime.

## Cartel no MMA
| Cartel no MMA   |             |           |
| 10 lutas        | 10 vitórias | 0 derrota |
| Por nocaute     | 3           | 0         |
| Por finalização | 3           | 0         |
| Por decisão     | 4           | 0         |

| Res.    | Cartel | Oponente            | Método                         | Evento                                    | Data       | Round | Tempo | Local             | Notas                          |
| ------- | ------ | ------------------- | ------------------------------ | ----------------------------------------- | ---------- | ----- | ----- | ----------------- | ------------------------------ |
| Vitória | 10–0   | Austin Hubbard      | Decisão (unânime)              | UFC 248: Adesanya vs. Romero              | 07/03/2020 | 3     | 5:00  | Las Vegas, Nevada |                                |
| Vitória | 9–0    | Danilo Belluardo    | Nocaute técnico (socos)        | UFC Fight Night: Hermansson vs. Cannonier | 28/09/2019 | 1     | 1:12  | Copenhage         | Estreia no UFC.                |
| Vitória | 8–0    | Patrick Nielsen     | Finalização (mata leão)        | Olympian Fight Night                      | 09/06/2019 | 1     | 2:47  | Copenhage         | Luta no peso casado (165 lbs). |
| Vitória | 7–0    | Thibaud Larchet     | Decisão (unânime)              | Cage Warriors 103                         | 09/03/2019 | 3     | 5:00  | Copenhage         |                                |
| Vitória | 6–0    | Matthew Bonner      | Decisão (unânime)              | Cage Warriors Academy Denmark 2           | 15/12/2018 | 3     | 5:00  | Frederikshavn     |                                |
| Vitória | 5–0    | Alexandre Bordin    | Decisão (unânime)              | Cage Warriors Academy Denmark 1           | 23/09/2018 | 3     | 5:00  | Nykøbing Falster  |                                |
| Vitória | 4–0    | Dez Parker          | Nocaute (soco)                 | Danish MMA Night Vol. 1                   | 09/06/2018 | 1     | 4:28  | Brøndby           |                                |
| Vitória | 3–0    | Matthias Freyschuss | Finalização (guilhotina em pé) | MMA Galla 04                              | 13/01/2018 | 1     | 0:26  | Nykøbing Falster  |                                |
| Vitória | 2–0    | Chay Ingram         | Finalização (guilhotina)       | European MMA 9: "Mark" Your Time          | 23/05/2014 | 1     | 2:27  | Copenhage         |                                |
| Vitória | 1–0    | Philipp Henze       | Nocaute (socos)                | European MMA 6                            | 26/09/2013 | 1     | 0:44  | Copenhage         |                                |